# Vigano San Martino
Vigano San Martino är en ort och kommun i provinsen Bergamo i regionen Lombardiet i Italien. Kommunen hade 1 354 invånare (2018).